# Phayul.com
Phayul.com est un site internet de l'agence de presse tibétaine Phayul, créé en 2001 par un Tibétain en exil. Il est géré par des Tibétains en exil.

## Présentation
Le site publie chaque jour des informations sur le Tibet en langue anglaise, de façon similaire à World Tibet News, qui lui publie aussi des articles en français. Par ailleurs, Phayul.com publie aussi les articles originaux de contributeurs tibétains affiliés à ce site. Il donne, selon sa fiche sur le site de Courrier international, « une vision équilibrée » et possède un forum de discussion sur le sort du Tibet. Jusqu'en 2011, Kalsang Rinchen a été rédacteur en chef du site. Phurbu Thinley est le directeur de l'agence de presse tibétaine Phayul.

## Attaque par déni de service
En novembre 2010, le site Phayul.com subit une attaque par déni de service. Selon Kalsang Rinchen, on ne peut affirmer que des hackers chinois soient hors de cause.
En mars 2012, c'est à nouveau le cas.